# Nikon 1 S1
Nikon 1 S1 — беззеркальный цифровой системный фотоаппарат системы Nikon 1 компании Nikon, самая простая модель в семействе. Наряду с появившейся одновременно Nikon 1 J3 выделяется высокой скоростью работы: скорость съёмки достигает 60 кадров в секунду, возможна съёмка видео с частотой 30, 60, 400 и 1200 кадров в секунду. Возможна съёмка видео с максимальным качеством в разрешении Full HD 1920×1080 px и скоростью передачи данных свыше 20 Mb/s.
Фотоаппарат был анонсирован 8 января 2013 года и появился в продаже в феврале. Предлагается пять цветовых вариантов: белый, чёрный, красный, розовый и хаки. Стоимость варианта с объективом 11—27,5 мм составляет чуть более 250 долларов.

## Конец производства
11 июля 2018 года компания Nikon объявила о завершении производства всей линейки
беззеркальных камер Nikon 1.